# Conditionnel en français
Vous lisez un « bon article » labellisé en 2025.
En français, le conditionnel, ou formes en -rais, est un temps de l'indicatif. Bien que la tradition le reconnaisse comme un mode à part entière, cette approche est désormais minoritaire chez les grammairiens.
Comme pour tous les temps et modes verbaux, on distingue deux formes du conditionnel :
- une forme simple, appelée « conditionnel présent » : il chanterait ;
- une forme composée, appelée « conditionnel passé » : il aurait chanté.

Le conditionnel présent se forme sur la base du futur simple, et au moyen de son morphème -r-, [ʁ], suivie des désinences de l'imparfait : -ais /ɛ/, -ait /ɛ/, -ions /jɔ̃/, -iez /je/, -aient /ɛ/. Le conditionnel passé se forme à partir de l’auxiliaire être ou avoir conjugué au conditionnel présent auquel on ajoute le participe passé.
D'un point de vue diachronique, le conditionnel est issu de la fusion d'une périphrase verbale du bas latin « infinitif + habere à l'imparfait ».
Le conditionnel connaît une valeur temporelle : il peut exprimer un futur vu à partir d'un moment du passé, ce qui lui vaut parfois le nom de futur dans le passé. Il peut également avoir des valeurs modales : expression de l'hypothèse, du potentiel et de l’irréel, d'une information incertaine, d'une demande ou d'un conseil atténué.

## Dénomination
Le conditionnel est ainsi nommé par John Palsgrave en 1530,. Cette dénomination est contestée mais reste la plus employée, y compris par les grammairiens qui la critiquent mais concèdent qu'elle demeure l’appellation la plus usitée. En France, elle reste employée par la Terminologie grammaticale éditée en 2021 par le ministère de l'Éducation nationale à destination des enseignants.
L'appellation conditionnel reste néanmoins jugée doublement malheureuse par plusieurs linguistes, d'une part, parce qu’elle privilégie les emplois modaux au profit de tous les autres ; d'autre part, parce que, même dans une phrase exprimant une condition, telle que « si Marie venait, Pierre serait heureux », le conditionnel apparaît non dans la protase « si Marie venait » qui exprime la condition, mais dans l’apodose « Pierre serait heureux ». C'est pourquoi certains grammairiens préfèrent l’appellation formes en -rais,. Damourette et Pichon nomment ce « tiroir verbal », toncal futur, le toncal étant chez ces auteurs ce que la tradition nomme l'imparfait. La Grande Grammaire du français, conserve les termes conditionnel et conditionnel passé, tout en précisant qu'il serait plus juste d'utiliser les termes futur dans le passé et futur antérieur du passé.
À travers l’histoire, d'autres dénominations ont existé : au xviiie siècle Nicolas Beauzée, par exemple, parle du suppositif. En tout, J. M. Bena compte plus de trente-et-une dénominations différentes,.

## Temps ou mode
Le conditionnel est parfois considéré comme un mode verbal à part entière mais la plupart des grammairiens considèrent qu'il convient de le ranger parmi les temps de l'indicatif. Pour Jacques Bres, « Le débat : le conditionnel est-il un mode ou un temps de l’indicatif ? – aussi vieux que la grammaire française – n’est toujours pas vraiment réglé, même si la balance penche actuellement du côté du second membre de l’alternative ».
Pour la tradition grammaticale, le conditionnel est un mode à part entière dans la mesure où il indique un procès dont la réalisation est la conséquence d'une condition. Bien qu'elle soit reprise par certains travaux récents,,, cette approche est devenue minoritaire,,.
Depuis les travaux de Guillaume en 1929, la majorité des recherches et des grammaires de références considèrent les formes en -rais comme des temps de l'indicatif. Même le Bon Usage ― qui défendait l'approche traditionnelle depuis sa première édition ― s'est rangé derrière la seconde analyse en 2008,.
La Grammaire méthodique du français résume ainsi leurs arguments :
- tous les emplois du conditionnel ne dépendent pas d'une condition explicite ou implicite ;
- le conditionnel partage avec le futur de l'indicatif des caractéristiques communes, sans qu'on fasse du futur un mode à part entière. En effet, le conditionnel comme le futur connaissent l'un et l'autre des emplois temporels et modaux. D'autre part, sur le plan morphologique, les deux formes du conditionnel, simple et composé, sont symétriques des formes correspondantes au futur[20].

Pour tenir compte à la fois des emplois modaux du conditionnel et du parallélisme morphologique du conditionnel et du futur, Henri Yvon (de) propose de regrouper ces deux temps dans un mode qu’il nomme suppositif, en reprenant le terme que Beauzée utilisait pour le seul conditionnel.
Dans l'enseignement en France, le conditionnel était encore présenté comme un mode dans la Nomenclature officielle des programmes de 2016 de l'Éducation nationale. Pour la Terminologie grammaticale publiée par le même ministère en 2021, en revanche, « le conditionnel, en dépit d’une tradition encore vivace, doit bien être considéré comme un temps de l’indicatif », bien que « dans l’usage scolaire, le conditionnel [soit] parfois considéré comme un mode et enseigné comme tel ».

## Morphologie
Comme pour tous les temps et modes verbaux, on distingue deux formes du conditionnel, une forme simple et une forme composée :
- la forme simple, appelée « conditionnel présent » : il chanterait ;
- la forme composée, appelée « conditionnel passé » : il aurait chanté[16].

La tradition a autrefois associé au conditionnel passé « première forme » (il aurait chanté), un « conditionnel passé deuxième forme » (il eût chanté). Cette « deuxième forme » est en réalité le plus-que-parfait du subjonctif, qui dans la langue classique pouvait exprimer une supposition portant sur le passé. Son usage est devenu littéraire ou archaïsant. Ceci trouve son explication dans le fait que le conditionnel dans les langues romanes a le plus souvent remplacé le subjonctif de certains tours latins et concurrencé ce mode en français. L’appellation « conditionnel passé deuxième forme » est désormais abandonnée ; et Jacques Bres parle même à son sujet d'une « grossière bévue d'inversion ».

### Conjugaison du conditionnel présent
À l’oral et à l'écrit, le conditionnel présent se forme sur la base du futur simple, et au moyen de son morphème -r-, [ʁ], suivie des désinences de l’imparfait : -ais, -ait, -ions, -iez, -iaient. Ainsi, pour former par exemple le conditionnel, de « finir » à la troisième personne du singulier, on utilise donc, la base fini-, la marque du futur -r-, et la désinence -ait, ce qui donne « il finirait ».
Cette formation s'accorde avec le fait que le conditionnel peut indiquer le futur et s’emploie souvent en corrélation avec un temps du passé.
La base du futur simple est très souvent prévisible à partir de l’infinitif. Pour les verbes du premier groupe, et cueillir, elle est constituée du radical du présent, suivi du morphème -r-. Pour « chanter » et « cueilir », la base est donc respectivement chante-r- et cueille-r. Pour les autres verbes, on part soit de l'infinif comme pour « finir » ou « boire, soit du radical des première et deuxième personnes du pluriel, comme pour « devoir », dont la base est dev-r. Pour « courir » et « mourir », la marque -r- du futur double le -r- du radical, en sorte que le redoublement de la consonne marque seul la différence entre l'imparfait il mourait et le conditionnel il mourrait. Une petite liste de verbes se construit à partir d'une base spécifique : aller (i-r-), avoir (au-r-), être (se-r-), faire (fe-r-), falloir (faud-r), pouvoir (pour-r), savoir (saur-r), valoir (vaud-r), venir (viend-r-), voir (ver-r), et vouloi (voud-r).
La formation de la base du conditionnel connaît néanmoins une grande régularité. Le conditionnel utilise la même base que le futur pour tous les verbes, sans exception.
Certaines des désinences présentes à l’écrit sont absentes à l'oral du fait de consonnes écrites non prononcées. Ainsi, la forme orale est la même pour les trois personnes du singulier et la troisième personne du pluriel, ce qui donne les désinences suivantes : /(ə)ʁɛ/, /(ə)ʁɛ/, /(ə)ʁɛ/, /(ə)ʁjɔ̃/, /(ə)ʁje/, /(ə)ʁɛ/. Une étude menée en 2019 tend à montrer que, sur le territoire francophone européen, la majorité des locuteurs ne font pas de distinction à l’oral entre la première personne du singulier du futur simple et du conditionnel. La distinction entre « je mangerai », prononcé avec /e/ (e fermé), et « je mangerais », prononcé avec un /ɛ/ (e ouvert), n’est maintenue que de manière minoritaire, en Belgique, en Franche-Comté et dans la moitié nord de la Suisse romande. Cette distinction reste en revanche très vivace chez les francophones du Canada,.
| je          | laverais /lav(ə)ʁɛ    |
| tu          | laverais /lav(ə)ʁɛ/   |
| il / elle   | laverait /lav(ə)ʁɛ/   |
| nous        | laverions /lav(ə)ʁjɔ̃/ |
| vous        | laveriez /lav(ə)ʁje/  |
| ils / elles | laveraient /lav(ə)ʁɛ/ |

### Conjugaison du conditionnel passé
Le conditionnel passé se forme à partir de l’auxiliaire être ou avoir conjugué au conditionnel présent auquel on ajoute le participe passé.
| j’          | aurais lavé /oʁɛ lave/   |
| tu          | aurais lavé /oʁɛ lave/   |
| il / elle   | aurait lavé /oʁɛ lave/   |
| nous        | aurions lavé /oʁjɔ̃ lave/ |
| vous        | auriez lavé /oʁje lave/  |
| ils / elles | auraient lavé /oʁɛ lave/ |

### Morphologie diachronique
Le conditionnel n’existe pas en latin. Le conditionnel français provient de la fusion en langue romane d’une périphrase verbale « infinitif + habere (« avoir ») à l’imparfait ». Cette périphrase apparaît en bas latin dès le iiie siècle,.
À partir du iiie siècle, la périphrase verbale « infinitif + habere à l’imparfait » apparaît dans des tours où l'infinitif est un passif, uniquement dans des subordonnées, principalement des subordonnées relatives. Cette périphrase apparaît antérieurement à la périphrase « verbale infinitif + habere au présent », dont la fusion a donné le futur simple. Le conditionnel a donc une origine plus ancienne que le futur.
Cette périphrase coexiste alors avec le futur latin classique jusqu'au viie siècle.
La séquence de sainte Eulalie écrite vers 880 comprend la première attestation d'un conditionnel en langue française, sostendreiet (soutiendrait).
Avant que ne se constitue la périphrase, les formes à l'imparfait de habere ont connu à l'oral une réduction, qui s'est déclenchée entre la fin du ier siècle et le début du iie siècle, habebam devenant *abéam puis *avéa. Le paradigme du latin classique habebam, habebas, habebat, habebamus, habebatis, habebant a donc abouti aux formes réduites *avéa, *avéas, *avéat, *aveámus, *aveátis, *avéant. Ce sont ces formes réduites qui ont été utilisées dans la périphrase.
Le conditionnel de *avere (« avoir ») en bas latin était donc *avere avéa, *avere avéas, *avere avéat, *avere aveámus, *avere aveátis, *avere avéant, puis après la fusion, *averavéa, *averavéas, etc. La syllabe -av- s'est ensuite effacé, ce qui a donné : *averéa, *averéas, *averéat, etc..
Les désinences de *avere au conditionnel ont enfin été généralisées à l'ensemble des autres verbes. À la fin de ce processus, le bas latin a dû présenter pour l'ensemble des verbes les désinences suivantes : /-ˈea/, /-ˈeas/, /-ˈeat/, /-eˈamus/, /-eˈatis/, /-ˈeant/.
La base et les désinences ont continué d'évoluer phonétiquement, connaissant des diphtongaisons et d'autres mutations qu'ont peut encore retrouver dans certaines langues d'oïl jusqu'à aboutir au système actuel.
C'est à partir du xive siècle qu'on ajoute puis généralise un -s final à la première personne du singulier.

## Sémantique

Avec ce schéma, P. Dendale figure les différentes valeurs du conditionnel. Le conditionnel d'emprunt correspond à ce que cet article nomme (après R. Martin) l'information incertaine, et le conditionnel d'éventualité à l'emploi en corrélation avec l'expression d'une hypothèse.

On distingue parmi les valeurs du conditionnel : la valeur temporelle, ou celle de « futur dans le passé », d'une part ; et le conditionnel modal d'autre part,.
Dans chacun de ces emplois, le conditionnel présent et le conditionnel passé ont un fonctionnement parallèle. Dans les emplois temporels, l'un et l'autre s'opposent sur le plan aspectuel. Dans les emplois modaux, ils s'opposent sur le plan chronologique, l'un marquant le présent ou le futur, l'autre le passé.
Malgré la grande polysémie du conditionnel, et la variété des approches pour l'expliquer et en classer les valeurs, on reconnaît généralement au moins trois grandes classes de valeurs du conditionnel, sous des appellations variées : la valeur de futur dans le passé, la valeur d'hypothèse et la valeur d'information incertaine.
- Futur dans le passé : « Je savais que vous y arriveriez » (Balzac)
- Emploi en corrélation avec l'expression d'une hypothèse : « Si quelque fête champêtre rassemblait les habitants du lieu, j'y serais des premiers avec ma troupe » (Rousseau)
- Information incertaine : Penelope Fillon aurait touché 45 000 euros d’indemnités de licenciement » (Le Monde)

La polysémie du conditionnel est expliquée diversement par les linguistes, selon trois grandes approches :
- l'approche monosémique[40] pour laquelle il est « préférable d’attribuer au conditionnel un sens unique[41] », qui considère que « les catégories traditionnelles du conditionnel ne sont que des effets de sens qui se manifestent selon le contexte et selon la situation énonciative ». Selon cette approche, « le conditionnel est toujours et dans tous ses emplois un marqueur de distance par rapport à la situation énonciative actuelle[42] » ;
- l'approche compositionnelle pour laquelle cette valeur est obtenue par la somme des valeurs des morphèmes de futur /R/ et d'imparfait /ɛ/[40] ;
- l'approche holiste, pour laquelle les sens contextuels et cotextuels du conditionnel sont le résultat d’une interaction entre l’invariant sémantique de la forme verbale et son contexte ou son cotexte. Pour cette approche, les différentes valeurs du conditionnel sont reconstruites pour chaque énoncé sans être des valeurs conventionnelles[40].

### Conditionnel temporel ou «futur dans le passé»
Le conditionnel peut servir à exprimer l'avenir vu à partir d'un moment du passé. De même que le futur simple exprime l'avenir par rapport au présent, de manière analogue, le conditionnel exprime l'avenir par rapport au passé. Le conditionnel indique que la situation décrite est postérieure à un point de repère, lui-même antérieur à la situation d'énonciation.
Ce point de repère doit donc être fourni par le contexte. On le trouve le plus souvent dans une proposition principale dont dépend une subordonnée au conditionnel, complétive, relative ou circonstancielle de temps, comme dans cette phrase de Balzac : « Je savais que vous y arriveriez ».
Le conditionnel s'emploie également dans des phrases ou des propositions indépendantes. Ainsi dans cet extrait de Fleurs du péché de Geneviève Dormann : « J'ai essayé de mettre les choses au point immédiatement : chacun s'occuperait de ses propres affaires, mettrait la chambre en ordre et ferait le lit, un jour sur deux », la situation décrite par la première proposition sert de repère, et les propositions suivantes, au conditionnel, décrivent les situations postérieures.
Le conditionnel fait partie des temps employés au discours indirect pour satisfaire la concordance des temps. Quand le verbe principal est au passé simple, au passé composé, à l'imparfait ou au plus-que-parfait, cette concordance revêt un caractère presque obligatoire. Dans le discours indirect, le conditionnel présent correspond alors à la transposition du futur simple (et du conditionnel présent lui-même) dans le discours source. Ainsi, « il a dit : je viendrai » et « il a dit : je viendrais » deviennent tous deux : « Il a dit qu'il viendrait ».
Dans leurs emplois temporels, le conditionnel présent et le conditionnel passé s'opposent sur le plan aspectuel. Le conditionnel présent décrit un procès non accompli (elle promettait qu'elle réaliserait le travail), le conditionnel passé décrit un procès accompli dans l'avenir, toujours par rapport au passé (elle promettait qu'elle aurait réalisé le travail avant midi).
Cette valeur de futur dans le passé est parfois étudiée sous le nom d'ultériorité du passé.
Ces emplois temporels du conditionnel entrent en concurrence avec les périphrases verbales aller + infinitif et devoir + infinitif.
Ces emplois temporels ne sont pas purs de valeur modale : comme l'avenir est incertain, le procès peut être marqué par une nuance de possibilité.

### Emplois modaux du conditionnel
La notion de modalité est empruntée à la logique modale qui distingue la nécessité et la possibilité. En linguistique, les modalités sont considérées comme « des éléments qui expriment un certain type d'attitude du locuteur par rapport à son énoncé, ». La modalisation consiste en l’expression de l’attitude du locuteur sur ce qu'il dit. Dans « Elle partirait demain » (au sens d'« il est possible qu’elle parte demain »), l’événement « partir demain » est modalisé par le conditionnel, au sens où cet emploi du conditionnel exprime le doute du locuteur sur l’événement décrit. Cet événement étant présenté comme une simple possibilité, le conditionnel a donc ici une valeur modale.
La valeur modale du conditionnel s'oppose à celle du futur : quand le futur « réduit le plus possible la part d'incertitude inhérente à l'avenir, le conditionnel au contraire la renforce : il présente le procès avec une surcharge d'hypothèse. » Il est ainsi, pour Guillaume, un futur hypothétique,.

#### Emploi en corrélation avec l'expression d'une hypothèse
Le conditionnel manifeste sa valeur modale le plus nettement quand il est utilisé en corrélation avec l'expression d'une hypothèse, le plus souvent formulée dans une proposition subordonnée circonstancielle de condition à l'imparfait, introduite par la conjonction de subordination si. Ces structures font apparaître un lien de conséquence entre la situation décrite par la proposition subordonnée à l'imparfait et la proposition principale au conditionnel : si la première situation existe, alors la seconde aussi. Cette valeur modale du conditionnel est traitée par les linguistes sous différentes appellations : pour sa part, Patrick Dendale la nomme conditionnel de l'éventualité.
Le conditionnel présent s'utilise en corrélation avec l'imparfait, comme dans la phrase de Jean-Jacques Rousseau « Si quelque fête champêtre rassemblait les habitants du lieu, j'y serais des premiers avec ma troupe ».
Le conditionnel passé s'utilise en corrélation avec le plus-que-parfait.
Dans certains cas, la condition n'est pas explicitement exprimée par une proposition subordonnée. Ainsi dans ce dialogue de Marie Cardinal : « — Tu tiens à cet enfant ? — Oui. ― Pourquoi ne le gardes-tu pas ? ― Les vieux en mourraient », la subordonnée « si je gardais cet enfant » est plus ou moins implicite.
Contrairement au latin, le français ne possède pas de formes qui permettent de distinguer le potentiel de l'irréel du présent, tous deux exprimés par le conditionnel présent. L'interprétation potentielle ou irréelle dépend alors du contexte :
- dans la phrase « Ah ! si vous vouliez devenir mon élève, je vous ferais arriver à tout » de Balzac, par exemple, c'est l'interprétation potentielle qui prime ; le locuteur considère au moment où il s'exprime, la situation comme possible même si les conditions de sa réalisation ne sont pas encore remplies[38] ;
- dans d'autres phrases, c'est l'interprétation irréelle, aussi appelée contrefactuelle, qui prime : l'énoncé dénote un état du monde possible, mais qui est ou a déjà été annihilé par le réel[38].

Ces deux interprétations sont parfois difficiles à distinguer clairement. Ainsi, la phrase « s'il faisait beau, j'irais me promener » peut référer aussi bien au moment présent où il pleut, qu'au lendemain dont le climat n'est pas connu.
Cependant, l'emploi du conditionnel présent a tendance à favoriser l'interprétation irréelle. En effet, le conditionnel traduit une attitude épistémique négative du locuteur vis-à-vis de son énoncé, l'attitude épistémique positive étant assumée en français par le système si + présent ; futur simple. Ainsi, quand on dit « si tu viens, je serai content », la réalisation des deux procès est présentée comme possible, sans connotation pessimiste. En revanche, la phrase « si tu venais, je serais content » traduit une attitude négative : même dans l'interprétation potentielle, les chances que la situation se réalise sont présentées comme faibles.
L'emploi du conditionnel passé situe la situation dans le passé, comme ne s'étant pas réalisée, et traduit sans confusion possible avec le potentiel, l'irréel du passé, comme dans la phrase « Quand tous mes rêves se seraient tournés en réalités, ils ne m'auraient pas suffi » de Jean-Jacques Rousseau.
Le conditionnel s'emploie aussi dans la proposition introduite par si. Cette structure, rendue célèbre par le film d'Yves Robert, La Guerre des boutons (1962), avec la réplique humoristique « si j'aurais su, j'aurais pas venu », est dénoncée en Europe comme fautive, familière, populaire, enfantine et est farouchement combattue par l'institution scolaire,. Bien qu'elle y soit aussi combattue par l'école, c'est une forme courante en Amérique du Nord, systématique en Louisiane, et plus courante que la structure avec l'imparfait dans la région d'Ottawa, dans le registre informel. Cette tournure s'explique par un besoin d'uniformisation des temps de la principale qu'on retrouve en français dans de nombreuses structures hypothétiques et concessives, même en style formel, notamment :
- celles introduites par quand et quand même ;
- en subordination inverse (comme dans la phrase « Je la verrais à tout instant que je ne croirais pas la voir assez » de Marivaux) ;
- en simple parataxte (« J'aurais un peu d'argent, je m'achèterais l'intégrale de Mozart »)[57].

#### Information incertaine

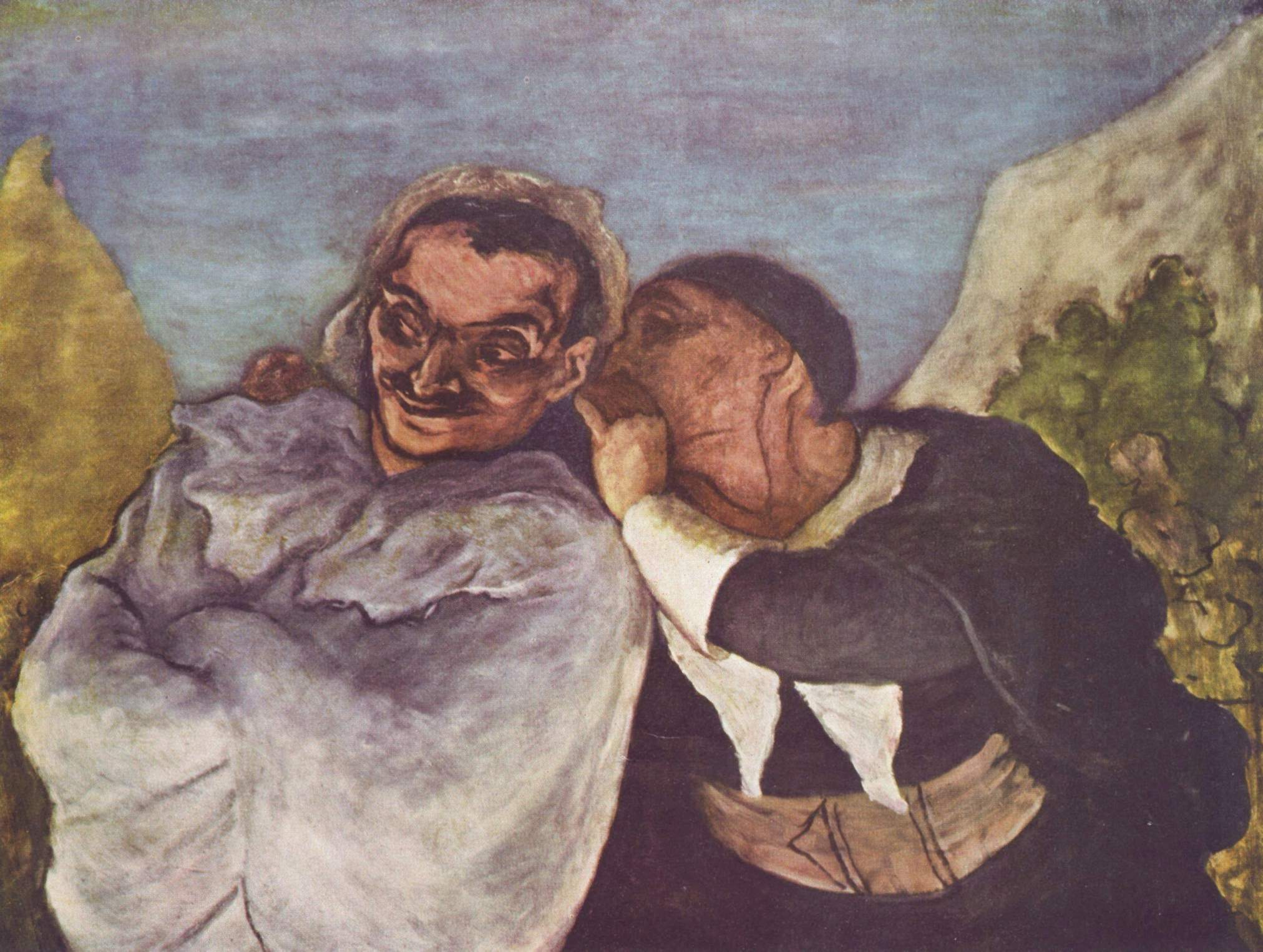
Le conditionnel d'information incertaine est parfois appelé conditionnel de rumeur
(Crispin et Scapin, tableau d'Honoré Daumier, 1860).

L'incertitude inhérente au conditionnel peut être exploitée sans qu'il soit mis en relation avec l'expression d'une condition. Le conditionnel peut ainsi servir à présenter « un fait dont la vérité n'est pas garantie », une information « acquise par ouï-dire ». C'est ce que Robert Martin appelle le conditionnel à valeur « d'information incertaine », et qu'on nomme parfois « conditionnel journalistique »,,. En effet, la presse écrite et parlée l'utilise volontiers dans la mesure où il dégage la responsabilité du locuteur.
Ainsi, dans la phrase « Le président de la République serait à New York », le conditionnel a valeur de présent. La phrase signifie que « le président de la République est, à l'heure où nous parlons, à New York », mais l'emploi du conditionnel exprime une certaine réserve du locuteur à l'égard de l'information. Le locuteur signifie ainsi que l'information n'est pas vérifiée mais aussi qu'il l'attribue à un autre locuteur.
Quand le conditionnel présent a cette valeur d'information incertaine, le procès peut donc être situé aussi bien dans le présent que dans l'avenir, comme dans la phrase « Une navette spatiale partirait bientôt pour Mars ». Le conditionnel passé évoque un procès passé, comme dans la phrase « Un chercheur français aurait découvert un traitement miracle du cancer ».

#### Autres valeurs modales

##### Interrogation oratoire et expression de l'indignation

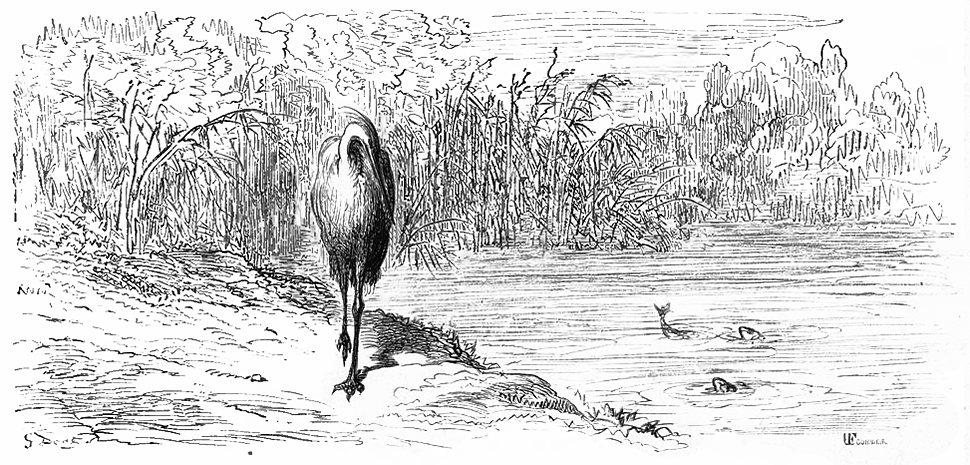
« Du goujon ? c’est bien là le dîner d’un héron ! / J’ouvrirais pour si peu le bec ! aux Dieux ne plaise ! » – Jean de la Fontaine, Le Héron ; la Fille, illustration de Gustave Doré (1876).

Une interrogation oratoire est une question dirigée vers une réponse positive ou négative. Dans l'interrogation oratoire, le conditionnel fait l'emporter l'orientation négative. Ainsi, la phrase « Il habiterait à Strasbourg ? », s'interprète comme « Il n'y habite pas ».
Dans le même cadre, il peut être utilisé pour signifier que le locuteur rejette avec indignation le procès envisagé. Cette protestation peut aussi être portée de manière similaire par une phrase exclamative, comme dans la phrase de La Fontaine : « J'ouvrirais pour si peu le bec ! »,.
Pour Jacques Bres, le conditionnel ne marque pas tant ici l'indignation, dans la mesure où celle-ci est déjà marquée par l'exclamation, que le fait que le locuteur conçoit comme inepte la possibilité que le procès se réalise. Ainsi, dans ce passage de Rocambole, le personnage de la Baccarat s'exclamant : « On s’est tué pour moi, et un petit employé qui demeure au cinquième ne deviendrait pas fou de moi ! », ne se contente pas de s'indigner, comme elle pourrait le faire en s'exclamant simplement : « il ne devient pas fou de moi ! », mais rejette la possibilité que l'employé ne devienne pas fou d'elle, en en montrant l'inanité.

##### Expression de l'imaginaire
Le conditionnel est employé par les enfants pour distribuer les rôles dans un jeu, comme dans la phrase « Moi, je serais la princesse et toi, tu serais le prince ». Cet usage « met en scène un monde possible, en suspendant la contradiction que lui oppose le monde réel ».

##### Atténuation
Le conditionnel peut être utilisé pour atténuer une demande, un conseil, un souhait ou un désir, comme dans la phrase « Je voudrais rencontrer le président ». Le conditionnel est alors généralement associé à un auxiliaire modal comme vouloir ou devoir.

#### Grammaires de référence
- Jacques Damourette et Edouard Pichon, Des mots à la pensée : essai de grammaire de la langue française, t. 5, Éditions d'Artey, 1936 (BNF 37374990, lire en ligne).
- Martin Riegel, Jean-Christophe Pellat et René Rioul, Grammaire méthodique du français, Paris, Presses universitaires de France, 2009 (1re éd. 1994) (ISBN 978-2-13-055984-9), p. 554-561.
- Anne Abeillé et al., La Grande Grammaire du français, Arles, Actes Sud, 2021 (ISBN 978-2-330-14239-1).
- Grammaire du français : terminologie grammaticale, Paris, Ministère de l'éducation nationale et de la jeunesse, 2021 (ISBN 978-2-11-155900-4, lire en ligne).

#### Monographies
- Jean-Paul Confais, Temps, mode et aspect, Toulouse, Presses Universitaires du Mirail, 1990, p. 287.
- P. Dendale et L. Tasmowski, Le conditionnel en français, Metz, Université de Metz, 2001 (ISBN 978-2-909498-12-6).
- Jean-Marie Merle, Étude du conditionnel français, Ophrys, coll. « Linguistique contrastive et traduction », 2001 (ISBN 2-7080-0983-4, HAL hal-00671215), p. 7-71.
- Pierre Patrick Haillet, Le conditionnel en français : une approche polyphonique, Paris, Ophrys, 2002 (ISBN 978-2708010154).

#### Articles relus par les pairs
- P. Dendale, « Le conditionnel de l’information incertaine : marqueur modal ou marqueur évidentiel ? », dans G. Hilty (éd.), Actes du XXe Congrès International de Linguistique et de Philologie Romanes, t. 1, Tübingen/Basel, Francke Verlag, 1993, p. 163-176.
- M. L. Donaire, « La mise en scène du conditionnel ou quand le locuteur reste en coulisse », Le français moderne, no 56,‎ 1998, p. 204-227.
- P. Kreutz, « Les factifs et l'autoconditionnalité », Revue romane, no 33,‎ 1998, p. 39-65.
- Adeline Patard, « Du conditionnel comme constructions ou la polysémie du conditionnel », Langue française, vol. 194, no 2,‎ 2017, p. 105-124 (DOI 10.3917/lf.194.0105).
- Jacques Bres, « Le conditionnel en français : un état de l'art », Langue française, no 200,‎ 2018 (DOI 10.3917/lf.200.0005, lire en ligne).